# Dépollution
La dépollution désigne l'élimination des pollutions et des contaminations des milieux ambiants tels les sols, les nappes phréatiques, les sédiments ou les eaux de surface. Les enjeux de la dépollution incluent des questions d'intérêt général : protection de la santé publique et de l'environnement, ou par exemple dans le cas d'un site industriel ou commercial désaffecté, le renouvellement urbain. Ils rejoignent cependant aussi des intérêts financiers

## Évaluation de la pollution et des objectifs
Lors de l'identification d'un site pollué, il est possible que des sites plus ou moins proches aient fait l'objet de transfert de pollution ou de polluants, par exemple par transferts de matériaux lors d'opération de défrichement, viabilisation, terrassements. L'évaluation doit intégrer cette possibilité même si l'utilisation actuelle du terrain paraît sans risque. Par exemple, un parking ou des bâtiments peuvent avoir été construits en utilisant des déchets contaminés pour le terrassement. Une contamination des terrains ou nappes proches est fréquente à proximité de sites pollués. Des contaminants peuvent aussi avoir migré dans le bois et la végétation, la faune ou la fonge, éventuellement bioconcentrés et/ou déplacés par bioturbation. Après une longue période d'émission dans le sol, les nappes phréatiques et/ou l'air. Selon le polluant considéré, la poussière peut être contaminée, de même que la première couche du sol, les eaux souterraines et de surface, ce qui doit être mesuré, avant et après une dépollution.
Une fois la pollution évaluée, les objectifs de dépollution parfois se font parfois a minima dans le respect strict de la loi et le respect des normes, mais pour des raisons sociales et/ou d'éthique environnementale, un objectif de retour à la meilleure qualité possible peut être fixé. Le bon état écologique est par exemple obligatoire en Europe pour la qualité de l'eau, de par la directive cadre sur l'eau[réf. souhaitée].
L'objectif de « bonne qualité » se base normalement sur un état de référence (« Environnement considéré comme n’étant pas affecté par les activités du site étudié, mais situé dans la même zone géographique et dont les caractéristiques (géologiques, hydrogéologique, climatiques…) du site pollué. L’analyse comparative de ces deux situations doit permettre de distinguer les pollutions attribuables au site, des pollutions anthropiques n’impliquant pas le site et des substances naturellement présentes dans les milieux ». L'état de référence doit parfois être modélisé à partir d'études de l'écopotentialité du site (qui précise ce qui « devrait être » en matière de richesse et d'état de la faune, flore, fonge et des écosystèmes).[réf. souhaitée]

## Dépollution par compartiments

### Dépollution marine

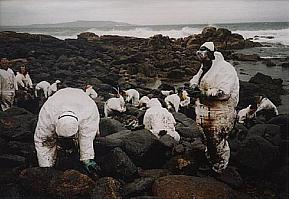
Des bénévoles nettoient les côtes après la catastrophe du Prestige.

En mer, les techniques de dépollution concernent notamment la lutte contre les marées noires ou, plus récemment, la lutte contre les déchets en mer

### Dépollution de l'air
Selon l'ADEME, il existe plusieurs techniques de traitement de l'air basées sur la filtration (physique ou électrostatique), le charbon actif, le plasma froid, l'ozonation, l'ionisation ou la photocatalyse. Ces méthodes fonctionnent soit de manière passive (peintures, carrelages, céramiques, enduits et lasures, bétons), soit actives (appareils avec système de traitement d'air lié ou non au système de ventilation). 
L'idée de décontaminer l'air à l'aide de plantes, lancée par le Dr Wolverton qui a mené des études pour la NASA dans le but initial de dépolluer l'air des stations spatiales, est considérée par l'ADEME comme « pas validée scientifiquement » au regard des niveaux de pollution généralement rencontrés dans les habitations et des nouvelles connaissances scientifiques dans le domaine.

### Dépollution des sites urbanisés

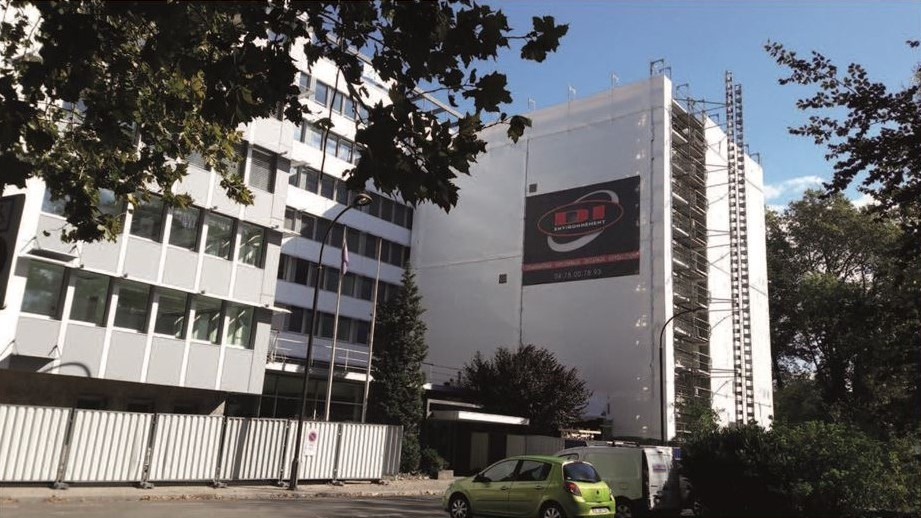
Dépollution d'un bâtiment administratif

L'utilisation de produits identifiés ultérieurement comme nocifs (comme l'amiante) peut nécessiter la décontamination du bâtiment avant d'être réutilisé (en l’occurrence le désamiantage dans l'exemple).
La population et les autorités locales refusent souvent le changement de zonage à cause des impacts défavorables sur la vie locale de la dépollution et du nouveau développement. Les principaux impacts pendant la dépollution sont le bruit, la poussière, l'odeur et le risque sanitaire accru. Ensuite, il y a le bruit, la poussière et la circulation associés aux reconstructions. Enfin, il reste les impacts sur la circulation dans le quartier, les écoles, les terrains de jeux ou les autres installations, une fois le nouveau projet d'urbanisation en place, avec une population souvent fortement augmentée.

## Risques et responsabilité
La dépollution d'un site engendre toujours un risque de dispersion des polluants au delà du site initial. Des normes encadrent les niveaux acceptables de poussière, bruit, odeurs, émissions dans l'air et dans l'eau, rejet dans les égouts ou les voies navigables de produits chimiques, etc. pendant la dépollution. La surveillance de conformité vis-à-vis de ces normes est essentielle pour s'assurer que les dépassements sont détectés et rapportés aux autorités et à la population locale.
La dépollution d'un site fait en général intervenir le principe pollueur-payeur, mais qui est dans les faits parfois difficile à appliquer (responsable inconnu, décédé, non solvable ou multiple (séquelles de guerre par exemple). Aux États-Unis, il existe une procédure pour taxer les industries polluantes et former un fonds disponible pour dépolluer les sites abandonnés ou pour porter en justice les entreprises qui doivent dépolluer leurs sites contaminés. D'autres pays ont des procédures différentes et généralement les sites sont réaffectés pour des utilisations à plus forte valeur, comme la construction d'immeubles, pour augmenter la valeur du terrain et ainsi amortir les coûts pour un entrepreneur de l'achat du terrain, du nettoyage, de la construction et de la vente, souvent comme appartements individuels.